# Rede Cidade (Boa Vista)
Rede Cidade é uma emissora de televisão brasileira sediada em Boa Vista, capital do estado de Roraima. Opera no canal 28 (29 UHF digital) e é afiliada à TV Gazeta. Pertence ao empresário Adalmir Durval Brito Ramos, conhecido por Duda Ramos.

## História

### TV Maracá (2001-2007)
A TV Maracá foi inaugurada no ano de 2001, sendo a oitava emissora de TV aberta da cidade, além de ser a segunda em UHF (antecedida pela Amazon Sat em 1997), e retransmitia a programação da Rede Família, de Limeira, no estado de São Paulo. Era a única emissora captada fora de Boa Vista, devido ao transmissor potente, e dispôs de quase seis horas diárias de programação local, divididas em entretenimento e jornalismo.
No ano de 2005, a emissora deixou de retransmitir a programação da Rede Família, e passou a exibir a programação da Rede CNT, de Curitiba, no estado do Paraná. No dia 17 de abril de 2007, após a CNT fazer parceria com o Jornal do Brasil para abrir uma emissora de TV, resultando no surgimento da TV JB, a TV Maracá passou a retransmitir a programação da nova rede, tornou-se umas de suas primeiras afiliadas.

### TV Cidade/Rede Cidade (desde 2007)
Em julho de 2007, a TV Maracá muda de nome, e passa a se chamar TV Cidade, ainda como afiliada à TV JB. Porém, no dia 17 de setembro, exatamente cinco meses depois da inauguração, a TV JB é desfeita, e a CNT volta a exibir sua programação normal.
No ano de 2008, a TV Cidade deixa a CNT e passa a retransmitir a programação da TV Diário de Fortaleza, no estado do Ceará. No dia 25 de fevereiro de 2009, após várias pressões da então Organizações Globo, a TV Diário sai do cenário nacional, sendo retirada do sinal das antenas parabólicas, perdendo várias afiliadas pelo Brasil, incluindo a TV Cidade, que volta a retransmitir a Rede Família, rede na qual a emissora foi afiliada ainda na época da TV Maracá. Ainda em 2009, a emissora passa a retransmitir o sinal Record News, de Araraquara, no estado de São Paulo (que assim como a Rede Família, pertencia à Central Record de Comunicação), mas por causa do pouco espaço para a rede, a filiação chega ao fim após 5 meses, já no ano de 2010.
Ainda no mesmo ano, torna-se afiliada à Rede Brasil de Televisão, de  São Paulo, e a retransmite por um bom tempo, até que no ano de 2016, a emissora passa a retransmitir a programação da NGT, que tem sucursais em São Paulo e no Rio de Janeiro.